# 津島瑞穗
津島瑞穗（1959年7月20日—）是日本的女性演員、聲優，所屬東京俳優生活協同組合（俳協）。俳優養成所第9期。血型A型。

## 演出作品

### 電視動畫
- 仙女座故事（侍女）
- 小公主莎拉（桃爾西拉）
- ∀GUNDAM（農婦B）
- 逮捕令 SECOND SEASON（老奶奶）
- 坂本勝平（秋茜）
- 超攻速加爾比昂（愛麗娜）
- 心跳今夜（多讀川繪里香）
- 飛行屋（蘿達）
- 未來警察（女子）
- 亞多德塔人（灰姑娘）
- 吉本小子物語（郁代蜉蝣）
- 藍寶（蘭青柳）

### 劇場版動畫
- 機動戰士GUNDAM 特別版（傅勞的母親）

### 電影
- 凝視愛與死
- 隔壁的山田君
- 展翅飛翔（蕎麥屋的老闆娘）

### 電視劇
- 水男孩（炸豬排店老闆娘）
- 時空警察
- 新・半七捕物帳
- 老師不知道的?
- 山頂的群像
- 松本清張的證言
- 理想的結婚

## 外部連結
- 東京俳優生活協同組合公開簡歷